# Joao Joshimar Rojas
Joao Joshimar Rojas López (El Guabo, 16 agosto 1997) è un calciatore ecuadoriano, centrocampista del Barcelona SC.

## Caratteristiche tecniche
È un esterno sinistro.

## Carriera

### Club
Ha giocato nella prima divisione ecuadoriana ed in quella messicana.

### Nazionale
Con la nazionale Under-20 ecuadoriana ha preso parte al campionato sudamericano del 2017 ed al Mondiale del 2017.
Nel 2021 ha esordito in nazionale maggiore.

## Palmarès

### Club

#### Competizioni nazionali
- Campionato ecuadoriano: 1

Emelec: 2017